# Brydes fenval
Brydes fenval (Balaenoptera brydei) är en art i familjen fenvalar. Arten uppkallades efter Johan Bryde som var norsk ambassadör i Sydafrika.

## Kännetecken
Kroppens längd ligger mellan 12 och 15 meter och vikten mellan 16 och 25 ton. Denna val är alltså relativt liten jämfört med andra valar i samma familj. Djuret är långsträckt och mörk gråblå med ljusare ställen på buken och hakan. Ryggfenan sitter längre bak på kroppen än hos andra arter. Brydes fenval har två rännor på huvudets topp från nosens spets till varje sida om blåshålet. Antalet hudveck på hakan och bröstet är ungefär 45. Arten har cirka 300 barder i varje käke. De främre barderna har en vitaktig färg och de som ligger längre bak är mörka.

## Utbredning
Brydes fenval förekommer i alla större havsområden med undantag av polartrakterna.

### Hot
Systematisk jakt på dessa valar förekom bara i norra Stilla havet och där huvudsakligen under 1960-talet. Arten är därför jämförelsevis talrik och inte hotad. Populationen uppskattas till 40 000 till 80 000 individer.

## Levnadssätt
Brydes fenvalar lever i par eller mindre grupper. Sällan dokumenteras grupper med 100 medlemmar. De vandrar inte så mycket som andra fenvalar. Födan består nästan uteslutande av stimfiskar som sardin eller makrill men ibland äter valen även kräftdjur och bläckfiskar.
Efter ett år dräktighet föds en kalv som är ungefär 335 cm lång. Könsmognaden infaller efter 10 till 13 år. Enskilda individer kan uppskattningsvis leva 72 år.

## Taxonomi
Arten upptäcktes och beskrevs 1913 utanför Sydafrikas kust och fick det vetenskapliga namnet Balaenoptera brydei. Senare trodde många forskare att djuret var identiskt med arten Edens fenval (B. edeni) som var känd sedan 1878. Därför blev beteckningen Balaenoptera brydei vakant. Efter genetiska undersökningar som gjordes 1993 blev det klart att dessa djur är två olika arter.